# فاليري توماس
فاليري توماس (بالإنجليزية: Valerie Thomas)‏ هي فيزيائية ومخترِعة أمريكية، ولدت في 1943 في الولايات المتحدة.